# LEGO スター・ウォーズ/サマー・バケーション
『LEGO スター・ウォーズ/サマー・バケーション』(原題: Lego Star Wars: Summer Vacation) は、2022年制作のアメリカのDisney+CGアニメーション映画。2022年8月5日にアメリカや日本のDisney+として配信。

## 声の出演
※括弧内は日本語吹き替え
- フィン - オマー・ベンソン・ミラー（杉村憲司）
- レイ - ヘレン・サドラー（永宝千晶）
- ポー・ダメロン - ジェイク・グリーン（小松史法）
- ローズ・ティコ - ケリー・マリー・トラン（冠野智美）
- ランド・カルリジアン - ビリー・ディー・ウィリアムズ（若本規夫）
- ルーク・スカイウォーカー - エリック・バウザ（鈴木裕斗）
- ハン・ソロ - ロス・マーカンド（磯部勉）
- C-3PO - アンソニー・ダニエルズ（岩崎ひろし）
- レイア姫 - シェルビー・ヤング（高島雅羅）
- アナキン・スカイウォーカー / ダース・ベイダー - マット・ランター / マット・スローン（浪川大輔 / 土師孝也）
- パルパティーン皇帝 / ダース・シディアス - トレバー・デュバル（浦山迅）
- オビ＝ワン・ケノービ / ベン・ケノービ - ジェームズ・アーノルド・テイラー（森川智之）
- ジャバ・ザ・ハット - ケビン・マイケル・リチャードソン
- ボバ・フェット - ディー・ブラッドリー・ベイカー（金田明夫）
- ベン・ソロ - マシュー・ウッド（津田健次郎）
- ウィック・クーパー - トーマス・レノン（藤沼建人）
- ヴァレリア - イヴェット・ニコール・ブラウン（小若和郁那）
- ヴィク・ヴァンコー - アル・ヤンコビック（小川輝晃）
- マールリア - アシュリー・バーチ（米田えん）
- ラッド - ポール・F・トプキンス（真木駿一）
- ウィケット - ディー・ブラッドリー・ベイカー

## 日本語版スタッフ
- 演出：久保宗一郎
- 翻訳：竹本浩子
- 制作：力丸秀、東北新社
- 録音・調整：大谷征央
- 制作監修：須藤景子
- 日本語版制作：DISNEY CHARACTER VOICES INTERNATIONAL, INC.